# جان دادن برای تانو
جان دادن برای تانو (ایتالیایی: Tano da morire) یک فیلم موزیکال ایتالیایی به کارگردانی روبرتا توره است که در سال ۱۹۹۷ منتشر شد.
این فیلم در پنجاه و چهارمین جشنواره فیلم ونیز برندهٔ چندین جایزه شد. این فیلم همچنین روبان نقره‌ای بهترین موسیقی فیلم، بهترین کارگردان تازه‌کار و بهترین بازیگر نقش مکمل زن را از آنِ خود نمود.